# جزيرة تسوشيما
جزيرة تسوشيما (باليابانية: 対馬) هي جزيرة ضمن الأرخبيل الياباني وتقع في مضيق كوريا بين اليابان وشبه الجزيرة الكورية. كانت الجزيرة متصلة بالكامل حتى سنة 1671 عندما بنيت قناة أوفوناكوشيسيتو لتقسمها إلى قسمين ثم قسمت إلى ثلاث في سنة 1900 عندما بنيت قناة مانزيكيسيتو. هذه القنوات تُدفع إلى منتصف الجزيرة مكونة جزيرة تسوشيما الشمالية (كاميجيما) وجزيرة تسوشيما الجنوبية (شيموجيما). تضم تسوشيما أيضاً قرابة 100 جزيرة صغيرة، ولكن الاسم «تسوشيما» يشير في العموم لها كلها مع الجزيرة الكبيرة.

## التاريخ

### العصور القديمة
تتناقل الأساطير اليابانية قصص تحدثت عن انتماء تسوشيما للجزر الثمانية التي خلقتها آلهتي الشنتو إزاناغي وإزانامي. تشير الأدلة الأثرية إلى أن تسوشيما كانت آهلة بالمستوطنين الذين قدموا من الأرخبيل الياباني وشبه الجزيرة الكورية من فترة جومون حتى فترة كوفون. تذكر سجلات الممالك الثلاث وهي نص تاريخي صيني وصفاً لبلاد تدعى «ديهاي غو» (بالصينية المبسطة: 对海国؛ بالصينية التقليدية: 對海國؛ بالويد–جيلز: Tui-hai kuo، باليابانية: Tsuikai-koku) وعدد سكان هذه البلاد يزيد عن الألف وهو وصف ينطبق مع تسوشيما. وكانت من ضمن حوالي ثلاثين بلداً ألفت اتحاد ياماتاي. بسطت هذه العائلات سيطرتها على جزيرة إيكي وأقامت روابط تجارية اليابان اليايوية. عمل السكان في صيد الأسماك والتجارة لعدم توافر أراضي زراعية على الجزيرة.
أصبحت تسوشيما مقاطعة يابانية منذ مطلع القرن السادس. وبقيت مقاطعة تحت نظام ريتسوريو. وارتبطت المقاطعة بكل من منطقة دازايفو التي شكلت مركزاً سياسياً واقتصادياً لجزيرة كيوشو وبحكومة اليابان المركزية. لعبت تسوشيما دوراً هاماً في صد عمليات الغزو القادمة من قارة آسيا التي استهدفت اليابان بسبب الموقع الاستراتيجي التي تتمتع به الجزيرة كما ساهمت في تنمية طرق التجارة مع مملكتي بايكتشي وشلا المنتميتان لممالك كوريا الثلاث. شيد حرس الحدود اليابانيين قلعة كانيدا على تسوشيما عقب انتصار قوات مملكة شيلا وسلالة تانغ على مملكة بايكتشي التي آزرتها اليابان في معركة هاكوسيكينو عام 663.
سيطر كوني نو ميياتسوكو (対馬国造) على مقاطعة تسوشيما حتى فترة نارا ومن ثم سيطرت عشيرة آبيرو على الجزيرة حتى منتصف القرن الثالث عشر. استفردت عشيرة شوني بحمل لقب «حاكم تسوشيما» وما خوله هذا اللقب من صلاحيات ومهام لأجيال متتابعة. ولكن بسطت عشيرة سو التابعة لعشيرة شوني سيطرتها على الجزيرة وذلك بسبب إقامة عشيرة شوني في كيوشو. واستمرت سيطرة عشيرة سو على تسوشيما حتى أواخر القرن الخامس عشر.

### العصور الوسطى
شكلت تسوشيما مركزاً تجارياً هاماً خلال هذه الفترة. أقيمت تبادلات تجارية خاصة بين غوريو وتسوشيما وإيكي وكيوشو عقب غزو توي ولكنها توقفت على أثر الغزوات المغولية لليابان من عام 1274 حتى عام 1281. يذكر نص غوريوسا الذي يؤرخ تاريخ سلالة غوريو عن قتل القوات الكورية من الجيش المغولي بقيادة كيم بانغ غيونغ لعدد كبير من الناس على الجزر.
غدت تسوشيما وإيكي وماتسورا إحدى القواعد الأساسية لقراصنة ووكو اليابانيين. عقدت سلالة غوريو وخليفتها سلالة جوسون بين حينٍ وآخر اتفاقيات تجارية لإسترضاء القراصنة ونتيجة تكرر غاراتهم، كما تفاوضت مع شوغونية آشيكاغا ومفوضيه في كيوشو، ولجأت تارةً إلى استخدام القوة بغية تحييد القراصنة. سعى الجنرال باك وي (朴威) من سلالة غوريو للتخلص من قراصنة ووكو على الجزيرة عام 1389، ولكن أجبرته انتفاضات كوريا على العودة لبلاده.
بعث الملك سيجونغ العظيم الجنرال إي جونغمو إلى تسوشيما في حملة تألفت من أسطول بلغ عتاده 227 مركباً و17,000 جندياً لطرد قراصنة الووكو منها بتاريخ 19 يونيو عام 1419، وتُعرف هذه الواقعة باليابانية باسم غزوة أوي. ولكن تفاوض الجيش الكوري لوقف إطلاق نار بعد تكبدهم لخسائر بشرية على أثر كمين نصبه لهم اليابانيين، وانسحب الجيش الكوري بتاريخ 3 يوليو عام 1419. اقترح دايميو تسوشيما سو ساداموري معاهدة غهاي عام 1443، وحددت المعاهدة عدد السفن التجارية القادمة من تسوشيما إلى كوريا واحتكرت عشيرة سو حقوق التجارة مع كوريا.
انتفض تجار يابانيين عام 1510 على سياسات جوسون الصارمة بحق التجار اليابانين من تسوشيما وإيكي القادمين إلى بوسان وألسان وجین‌هاي بهدف التجارة. ودعمت عشيرة سو الانتفاضة ولكنها قُمعت بعد فترة قصيرة من قيامها. وعُرفت الحادثة باسم حادثة الموانئ الثلاثة (باليابانية: 三浦の乱) في اليابان. استمرت التجارة بتوجيه من الملك جنغجونغ عام 1512، ولكنها جرت فقط وفقاً لشروط محددة بدقة ولم يُسمح سوى لخمسة وعشرين سفينة بزيارة جوسون سنوياً.
وحد القائد الياباني تويوتومي هيده-يوشي لوردات الإقطاعيين (دايميو) تحت أمرته خلال أواخر القرن السادس عشر. وغزا تحالف هيده-يوشي مملكة جوسون سعياً لتوحيد جميع الفصائل على هدفٍ مشترك، وهو هجومٍ أدى إلى اندلاع حرب السبع سنوات. شكلت تسوشيما القاعدة البحرية الأساسية للغزو ونُقلت أعداد كبيرة من السجناء الكوريين إلى تسوشيما حتى عام 1603 استمراراً لدعم استمرارية الحرب.
أُعيد إقامة السلام بين البلدين بعد إخفاق محاولات اليابان في غزو كوريا، وعادت الجزر لمكانتها كموانئ بين التجار. وبعثت كل من سلالة جوسون ونطاق تسوشيما-فوشو ممثليها التجاريين إلى تسوشيما، حاكمةً بذلك التجارة حتى عام 1755.
وصف الباحث الياباني هاياشي شيهي الجزيرة في الكتاب المصور حول الدول الثلاث الذي يعود لعام 1785 بأنها جزء من الأراضي اليابانية.
ألتقى ممثلون من شوغونية توكوغاوا بسفراء من ملك جوسون (جوسون تونغسينسا) في تسوشيما عام 1811 لبحث تخفيض التكاليف.
ظل وضع تسوشيما حتى استعراش مييجي كحد فاصل بين اليابان وكوريا واعتمادها الكبير على التجارة مع كوريا بالإضافة إلى مؤسساتها ونظمها التجارية المشابهة للمؤسسات الكورية لدرجة كبيرة، فمثلاً يجري تحديد نظام قياس ضريبة الأرض في اليابان حسب إنتاج هذه الأرض للأرز (باستعمال وحدة كوكو)، أما تشوسيما فسمحت لها شوغونية توكوغاوا باتباع نظام وحدات فريد من نوعه يدعى كينداكا (間高) نظراً لضئالة كمية إنتاج الأرز.
امتلك هان تسوشيما مكان إقامة مساحته 330,000 متر مربع في بوسان وفقاً لما ذكره المؤرخ شوسوك موراي ومنح اليابانيون اللقب من سلالة جوسون ويدعى «الرجال الهامشيين» وكان مسؤولاً عن أمن المنطقة السكنية.

## وصلات خارجية
- صفحة مدينة تسوشيما (بالإنجليزية)
- قطعة أثرية كورية تعود للقرن الخامس عشر وجدت على جزيرة تسوشيما، نُشرت من قبل Japan Science Scan (بالإنجليزية)